# Xavier Azalbert
Pour les articles homonymes, voir Azalbert.
Xavier Azalbert, né le 23 octobre 1964 à Revel (Haute-Garonne), est un entrepreneur et conspirationniste français. 
D'abord employé de grandes entreprises, il se met à son compte puis prend en 2014 la tête du quotidien généraliste France-Soir, qu'il transforme en un site d'actualités complotiste portant le même nom : FranceSoir. Le média s'oriente alors vers la publication de fausses informations, beaucoup relevant du complotisme. Il diffuse par ailleurs de la désinformation sur plusieurs sujets.
Xavier Azalbert se fait également connaître pour ses prises de positions controversées ; à partir des années 2020, il est condamné à plusieurs reprises par la justice. 

## Biographie

### Jeunesse et début de carrière
Xavier Azalbert naît le 23 octobre 1964 à Revel, en Haute-Garonne,.
Il fait des études de mathématiques et d'économie et sort diplômé de l'université de Toulouse en 1988, avec une spécialisation en économétrie. Il prétend par la suite avoir étudié à la Toulouse School of Economics, créée en 2011, ce que l'établissement dément.
Il se fait embaucher par le cabinet de conseil McKinsey, avant de rejoindre Fidelity Investments, multinationale américaine spécialisée dans la gestion d'actifs. Il s'oriente ensuite vers le secteur de la banque en ligne, mais aussi du BTP et de la dépollution des sols (notamment avec une entreprise majeure du secteur, Valgo), en créant ou reprenant des entreprises. Il est notamment le dirigeant de la société Mutualize, qui rachète en 2016 la néo-banque Morning.
Amateur de cyclisme et de triathlon, il voyage au Brésil ou en Afrique du Sud pour participer à des courses. Il possède également des parts dans un restaurant de plage brésilien et y a implanté des sociétés immobilières. En 2019, il aurait même demandé à y résider.

### Prise en main de France-Soir
En 2014, Xavier Azalbert prend le contrôle du journal France-Soir, issu de la Résistance et fondé en 1944. La prise de contrôle se fait aux dépens de Philippe Mendil, acheteur du média deux ans plus tôt et qui doit devenir l'associé d'Azalbert. Celui-ci estime que sa « confiance a été trahie ».
Initialement, Azalbert n'impose pas de changement de la ligne éditoriale, FranceSoir se contentant de reprendre des dépêches d'agences de presse comme l'AFP. Il est même apprécié par les employés pour sa capacité à attirer des investisseurs et ses talents de négociateur, et son esprit « crédule face aux fausses informations » fait sourire en interne. Il utilise toutefois le site pour faire la promotion de ses performances sportives et de ses entreprises.
Mais en 2019, les journalistes se mettent en grève, afin de réclamer le respect de la convention collective des journalistes et la création d'une mutuelle d'entreprise. Les collaborateurs du journal protestent également contre ce qui est décrit par un ancien employé comme « un modèle à base de jeux concours et de sponsoring de rubriques ». Les relations avec Xavier Azalbert se tendent ; celui-ci exige désormais de relire chaque article avant publication et met en place « un climat de méfiance et de surveillance généralisée ». Après six semaines de grève, les quatre derniers employés sont licenciés « pour motif économique ». Ils sont remplacés par des contributeurs dont l'identité reste floue. C'est le début d'un « virage éditorial », selon l'avocat des journalistes, amorcé sous l'impulsion d'Azalbert, qui réoriente le média vers la désinformation et le complotisme.

## Prises de position et désinformation

### Sur la pandémie de Covid-19
En 2020, il participe au documentaire conspirationniste Hold-up sur la pandémie de Covid-19. Sur son site FranceSoir, Azalbert donne la parole à des vidéastes connus pour leur désinformation sur le sujet, notamment Silvano Trotta, et défend le microbiologiste controversé Didier Raoult,. Il intervient régulièrement sur CNews et Sud Radio. Il est qualifié par Le Parisien de « figure du complotisme français ». Xavier Azalbert se rapproche également de l'association brésilienne de médecins antivax, Medicos pela vida.
Le site FranceSoir est lui épinglé à plusieurs reprises pour des textes conspirationnistes, notamment par Conspiracy Watch qui le décrit comme ayant « basculé dans le complotisme le plus échevelé ».
En septembre 2020, Azalbert participe à la création de BonSens avec de nombreuses personnalités de la sphère antivaccins et complotiste,, une association qui se donne pour but, comme inscrit dans ses statuts, de veiller « à ce que toute activité et tout projet médical, de transition énergétique ou environnementale quels qu’ils soient tant à l’échelon local […] que national s’exerce dans le respect des Français, de la Constitution ». Il occupe la présidence de l'association.
En octobre 2024, Le Point révèle que Xavier Azalbert s'est associé à Jean-François Lesgards et Dominique Cerdan, deux membres de la sphère antivax, pour déposer un brevet pour un traitement médical le 18 octobre 2022 au Brésil. Le traitement permettrait selon eux de lutter à la fois contre le Covid-19, en particulier le Covid long, mais aussi de prétendus effets secondaires des vaccins contre cette maladie. Plus facile à mettre sur le marché qu'un médicament en raison de la législation plus souple sur les compléments alimentaires au Brésil, le traitement ne serait en réalité qu'un complément alimentaire basé sur des produits laitiers, en lien avec l'entreprise Protelicious de Jean-François Legards. Afin de valoriser leur produit, les trois associés publient dans une revue prédatrice un article scientifique qui relève de la désinformation dans l'objectif de défendre leur thèse,.

### Invitation de Peter Ford
En novembre 2021, Xavier Azalbert invite Peter Ford, ancien ambassadeur britannique et acteur de la propagande du régime de Bachar-el-Assad via le lobby British Syrian Society (qu'il co-dirige), ainsi que Fawaz Akhras, père d'Asma el-Assad, l'épouse du dirigeant, pour un entretien, qui montre la « convergence des théories complotistes en faveur de Vladimir Poutine ». Azalbert fait ainsi un parallèle, dont « le rapport ne semble pas évident » pour Élie Guckert, entre la gestion de la crise sanitaire et la politique étrangère de l'OTAN au Moyen-Orient, tandis que Peter Ford fait le lien avec la politique de lutte contre le réchauffement climatique qu'il accuse de « [catastrophiser] sur le climat », à l'encontre du consensus scientifique sur le sujet. Il se félicite par ailleurs d'avoir « énormément donné la parole à des étrangers de manière à pouvoir ramener leurs visions des choses ».
Azalbert est également présent lors de la fondation du Mouvement international russophile, dont le premier congrès a lieu en mars 2023. Il participe par la suite à une réunion du Dialogue franco-russe aux côtés de Thierry Mariani, député européen membre du Rassemblement national et président du lobby pro-Kremlin.

## Controverses et affaires judiciaires

### Cyberharcèlement
En 2021, un internaute sur le réseau social Twitter révèle l'existence d'un groupe de désinformation nommé « groupe CIA » qui sévissait pendant la pandémie. Des captures d'écran sont alors partagées par cet internaute, montrant entre autres Xavier Azalbert comme faisant partie de ce groupe de désinformation,. Il aurait été l'administrateur de ce groupe de cyberharcèlement. Selon un ancien membre du collectif, celui-ci est chargé de réaliser une contre-communication intensive et violente à toute critique de Didier Raoult. Cette boucle de messagerie privée sur Twitter est gérée par Xavier Azalbert. Elle réunit Éric Chabrière, le porte-parole de l'IHU et une trentaine de comptes actifs. Le « groupe CIA » injurie et pratique le doxxing envers les internautes qui émettent des doutes sur la méthodologie de l'IHU ou du professeur Didier Raoult ,.
À partir de novembre 2022, Xavier Azalbert entame une campagne de harcèlement visant Antoine Daoust, ancien dirigeant de Fact & Furious après que ce dernier lui refuse la cession de son site. Libération révèle que Xavier Azalbert et Idriss Aberkane ont déclenché une offensive contre le site « Fact & Furious », et son fondateur, Antoine Daoust. Il tente de faire chanter ce dernier pour racheter son site, lui promettant l'arrêt des « procédures » à son encontre dans le cadre de son divorce et d'accusations de violences conjugales de son ex-conjointe. Antoine Daoust est ensuite victime de harcèlement et de menaces de mort. L'affaire survient au moment où la Commission paritaire des publications et des agences de presse envisage de retirer son agrément de service de presse en ligne à FranceSoir, alors que le site « Fact & Furious » en bénéficie toujours, ce qui aurait pu permettre à France Soir de continuer à en bénéficier. 
Par la suite, plus de 150 tweets hostiles à l'ancien fact-checkeur et sa compagne ont été recensées selon L'Express. Par ailleurs, des articles divulguant des informations privées ont été diffusés sur le site de France-soir. Ce harcèlement aurait conduit Antoine Daoust à une tentative de suicide en décembre 2023. L'ancien dirigeant Fact & Furious a déposé deux plaintes contre Xavier Azalbert,.
Xavier Azalbert achète finalement le domaine internet FactandSerious.fr après la perte d'agrément CPPAP de FranceSoir ; sa première publication vise Rudy Reichstadt, fondateur de ConspiracyWatch, victime de propos antisémites,. Azalbert assure par ailleurs avoir l'intention de publier une « enquête » sur Antoine Daoust et milite en faveur d'« « assises du fact checking voire des médias » accompagnées d’« une véritable enquête judiciaire » et d’une « enquête parlementaire et sénatoriale » »[pas clair]. 
Début 2024, il fait l'objet d'une plainte de cyberharcèlement déposée par le vidéaste Thomas C Durand.

### Condamnation pour diffamation envers le fondateur du siteFact & Furious
Le texte peut changer fréquemment, n’est peut-être pas à jour et peut manquer de recul. 
Le titre et la description de l'acte concerné reposent sur la qualification juridique retenue lors de la rédaction de l'article et peuvent évoluer en même temps que celle-ci.
En janvier 2024, Xavier Azalbert est assigné en justice avec une citation directe pour des faits de diffamation envers l'ancien fact-checker Antoine Daoust. Le directeur de la publication de France Soir l'accuse publiquement depuis 2022 de trafic de faux tests PCR et d'ordonnances falsifiées. Antoine Daoust et sa compagne déposent alors plusieurs plaintes pénales à son encontre. 
Le 18 novembre 2024, Xavier Azalbert est cité à comparaître devant le tribunal correctionnel de Versailles pour diffamation, après avoir affirmé sur France Soir qu'Antoine Daoust fabriquait et vendait de fausses ordonnances et de faux tests PCR. Lors du procès, Xavier Azalbert confirme avoir été contacté par la femme d'Antoine Daoust qui affirme avoir réalisé et vendu de faux tests avec son ex-mari afin de réduire les dettes de la famille. Selon l'avocat d'Antoine Daoust, Xavier Azalbert a tenté d'exercer un chantage sur lui pour qu'il lui vende le site Fact & Furious afin de profiter des avantages fiscaux du site, le diffamant ensuite uniquement par vengeance après son refus. L'avocat relève également l'absence d'expertise qui confirme la création de faux tests PCR par Antoine Daoust. 
Le 16 décembre 2024, Xavier Azalbert est reconnu coupable de treize chefs de diffamation à l'encontre d'Antoine Daoust. Le tribunal correctionnel de Versailles le condamne à 1 000 euros d'amende, 1 000 euros d'amende avec sursis et 2 000 euros de dommages-intérêts ainsi qu’à rembourser l’intégralité des frais de justice de près 8 000 euros. Xavier Azalbert annonce vouloir faire appel des condamnations.

### Condamnation pour diffamation envers un médecin
En décembre 2024, Xavier Azalbert est condamné pour en appel pour diffamation envers un médecin de Metz après avoir publié en octobre 2021 la tribune « Covid (diagnostic, traitements, vaccin) : panorama d’une escroquerie ». Relaxé en première instance, la cour d’appel relève de son côté que Xavier Azalbert « ne justifie nullement qu’il a mis en œuvre une enquête sérieuse » pour affirmer les propos envers le médecin à qu'il devra verser 3 000 € de dommages et intérêts. Xavier Azalbert annonce se pourvoir en cassation,.

### Autres affaires judiciaires
En juin 2020, la cour d'appel de Paris donne raison à Philippe Mendil, l'ancien associé d'Azalbert chez FranceSoir, déclarant que « l'entrepreneur [a] été évincé sans « juste motif » », et condamne Xavier Azalbert à 50 000 € de dommages et intérêts, qui se pourvoit en cassation.
En 2021, Xavier Azalbert attaque le médecin Mathias Wargon en diffamation, pour des propos qu'il aurait tenus le 2 septembre 2021, dans l'émission Polonews, sur BFM TV. Ce jour-là, Xavier Azalbert est invité pour défendre une tribune publiée sur France Soir, qui défend Didier Raoult et attaque la gestion de la pandémie de Covid-19 par la France, ainsi que plusieurs médecins et organismes de santé publique français. Elle se termine selon des médecins par une référence à la guillotine, ce que nie Xavier Azalbert. Mathias Wargon critique de manière virulente la tribune au cours de la séquence diffusée à la télévision. Xavier Azalbert dépose plainte mais le tribunal de Paris le déboute, estimant que l'émission constitue une « critique virulente, mais légitime », que les propos de Mathias Wargon « ne visaient pas directement Xavier Azalbert, [ou relevaient] d’une « interprétation personnelle et subjective » de la tribune » et qu'ils ne sont pas diffamatoires.
Le 6 octobre 2023, il saisit la Cour de justice de la République, avec Christian Perronne, contre le ministre de la Santé Aurélien Rousseau, qui a déclaré trois jours plus tôt : « on a un vaccin [pour lequel] on a maintenant trois ans de recul, on sait qu'on n'a pas d'effets secondaires, et donc il faut y aller ». Il l'accuse de « propos fallacieux » ; la plainte est classée sans suite et le ministre réaffirme l'efficacité du vaccin.